# Pseudonomoneura tinkhami
Pseudonomoneura tinkhami är en tvåvingeart som först beskrevs av Hardy 1950.  Pseudonomoneura tinkhami ingår i släktet Pseudonomoneura och familjen Mydidae.
Artens utbredningsområde är Arizona. Inga underarter finns listade i Catalogue of Life.